# Soldado del amor
Soldado de amor es una canción interpretada por el cantautor mexicano Manuel Mijares, incluida como primer sencillo de su tercer álbum de estudio. El tema fue escrito por Gonzalo F. Benavides junto con J.R. Florez y publicada bajo el sello discográfico EMI Capitol Music a finales del mes de junio del año 1988.

## Antecedentes
La canción se convirtió en un éxito número uno tanto en México como en América Latina y del álbum así por primera vez, alcanzó el número dos en la lista Billboard Hot Latin Tracks en los Estados Unidos; tanto la canción como el vídeo catapultaron las ventas del álbum y sonaron por muchas semanas en la radio y televisión. Esta canción figura en la lista de las 100 mejores canciones de los 80 en español por la cadena de televisión VH1.
Ha estado en varios discos de grandes éxitos y versiones de sus canciones más recopilatorios y otros álbumes en vivo de la propia cantante.

## Lista de canciones

### CD - Promo[6]
| Soldado del amor — Single |                    |          |  |
| N.º                       | Título             | Duración |  |
| 1.                        | «Soldado del amor» | 3:28     |  |

## Posiciones en las listas
| Listas                                    | Posición |
| ----------------------------------------- | -------- |
| Estados Unidos Billboard Hot Latin Tracks | 14       |
| Mexico (Top 100)                          | 65       |